# Therobia mongolica
Therobia mongolica är en tvåvingeart som först beskrevs av Richter 1972.  Therobia mongolica ingår i släktet Therobia och familjen parasitflugor. Inga underarter finns listade i Catalogue of Life.